# Бад-Санкт-Леонгард-ім-Лафантталь
Бад-Санкт-Леонгард-ім-Лафантталь (нім. Bad Sankt Leonhard im Lavanttal) — місто і міська громада в Австрії, в окрузі Вольфсберг федеральної землі Каринтія. Біля міста розташований замок Гомарн.

## Адміністративний устрій

### Кадастрові громади

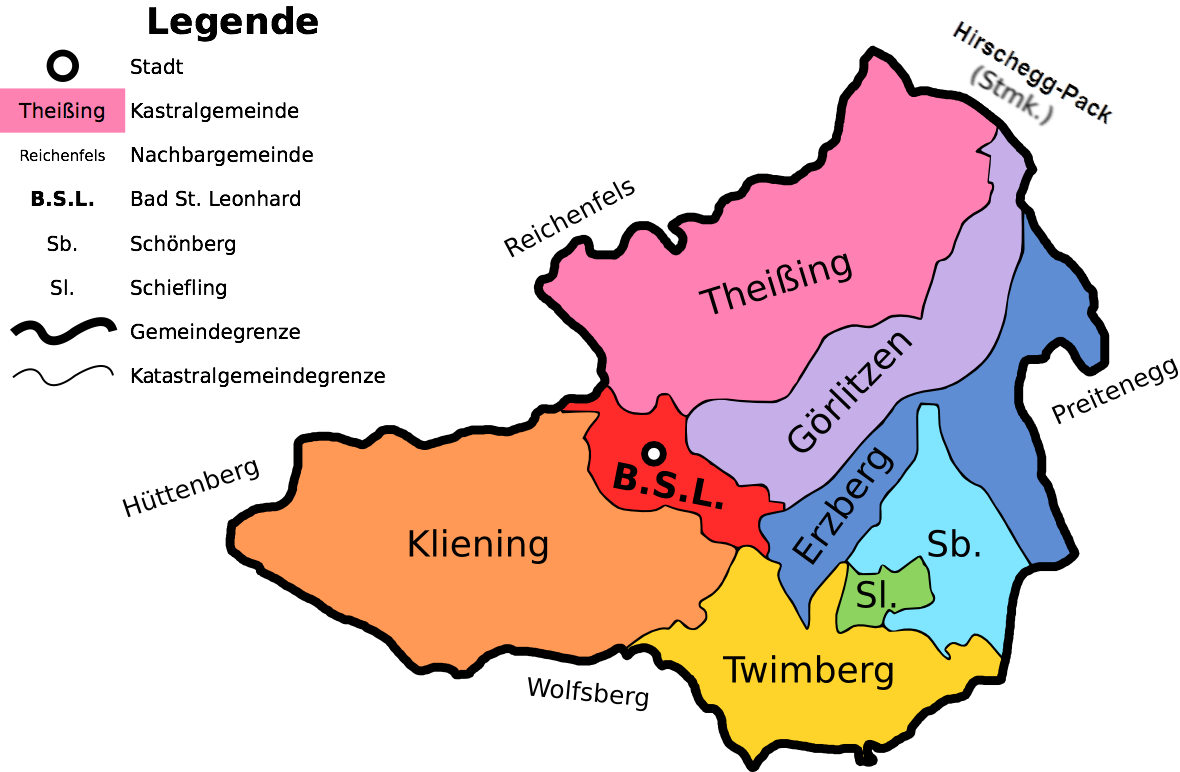
Кадастрові громади політичної громади Бад-Санкт-Леонгард

Політична громада складається з 8 кадастрових громад:
- Бад-Санкт-Леонгард
- Герлітцен
- Ерцберг
- Клінінг
- Тайсінг
- Твімберг
- Шенберг
- Шіфлінг

## Населення
Населення громади за роками (дані статистичного бюро Австрії)

## Виноски
- Офіційна сторінка [Архівовано 10 березня 2018 у Wayback Machine.](нім.)